# Austin Kleon
Austin Kleon (* 16. června 1983, Circleville, Ohio) je americký spisovatel, copywriter a umělec. Je autorem bestsellerů „Kraď jako umělec“ (v originále „Steal Like An Artist“) a „Ukaž, co děláš!“ („Show Your Work!“). Z novinových výstřižků vytvořil básně, které vyšly ve sbírce Newspaper Blackout. Přednáší o kreativitě v digitálním věku pro TEDx, Google nebo The Economist. Jeho práce zveřejňují časopisy a noviny, jako jsou The New York Times nebo The Wall Street Journal. Jeho knihy byly přeloženy do více než 20 jazyků (včetně češtiny).

## Život a kariéra
Vystudoval Miamskou univerzitu. Pracoval jako knihovník, webový designér a copywriter. Se svou ženou a dvěma syny žije v Austinu v Texasu.

## Kniha Kraď jako umělec
V knize „Kraď jako umělec: 10 věcí, které ti nikdo neřekl o kreativitě“ tvrdí, že snaha o originální tvorbu v digitální době je nedosažitelným cílem. Umělec je podle něho sběratelem zážitků, vlivů a vjemů. Vše, co tvoříme, je produktem naší zkušenosti. Tvorba proto vždy bude krádež. Krást jako umělec ale neznamená prosté kopírování – tvorba by měla přinést něco nového a umělec by měl mít z práce radost.
V ilustrované knize odhaluje, jak „krást jako umělec“, a přináší 10 tipů, které mohou inspirovat spisovatele, hudebníky, výtvarníky, fotografy i další umělce. Knihu doplňují citáty slavných umělců k tématu tvoření a kreativity.
K základnímu desateru každého umělce podle Kleona patří:
1. Kraď jako umělec.
2. Nečekej s prací na to, až zjistíš, kým jsi.
3. Napiš knihu, kterou bys chtěl sám číst.
4. Pracuj rukama.
5. Vedlejší projekty a koníčky jsou důležité.
6. Odváděj dobrou práci a děl se o ni s ostatními.
7. Nezáleží na tom, kde žiješ.
8. Nebuď svině (svět je malý).
9. Nesnaž se být cool.
10. Tvorba je škrtání.

„Ponořit se do četby knihy Kraď jako umělec je nejlepší investice do vašeho duševního rozvoje, jakou byste si mohli přát,“ uvedl The Atlantic.

## Kniha Ukaž, co děláš!
V knize „Ukaž, co děláš: Deset způsobů jak sdílet svou kreativitu a být objeven“ autor ukazuje, jak sdílet svoji práci a svůj talent. Klíčem je podle něho proces, nikoli produkt. Doporučuje sdílet „něco malého“ každý den (důležité ovšem je neproměnit se v lidský spam) a uchovat si mysl amatéra. Dodává, že žádné překážky neexistují – nemusíte být bohatí, slavní ani nemusíte mít titul. A zároveň boří mýtus o osamělém géniovi.
K 10 principům sdílení umělcovy práce podle Kleona patří:
1. Nemusíš být génius.
2. Mysli na proces, nikoli na výsledek.
3. Sdílej něco malého každý den.
4. Pootevři svůj šuplík kuriozit.
5. Vyprávěj dobré příběhy.
6. Uč, co umíš.
7. Nezměň se v lidský spam.
8. Nauč se přijímat rány.
9. Zaprodej se.
10. Vydrž.

„Ukaž, co děláš! je nadčasová kniha; čtenáři se k ní mohou vracet opakovaně po celý život a stále sbírat užitečné nápady a tipy… Každý, kdo začíná, nebo začíná znovu, tady najde optimistické povzbuzení,“ napsal o knize Library Journal.